# Bernhard Grüneberg
Bernhard Grüneberg (* 12. März 1861 in Schloppe; † 30. August 1935 in Altona) war ein deutscher Arzt. 45 Jahre, von 1888 bis 1933, leitete er das Altonaer Kinderkrankenhaus.

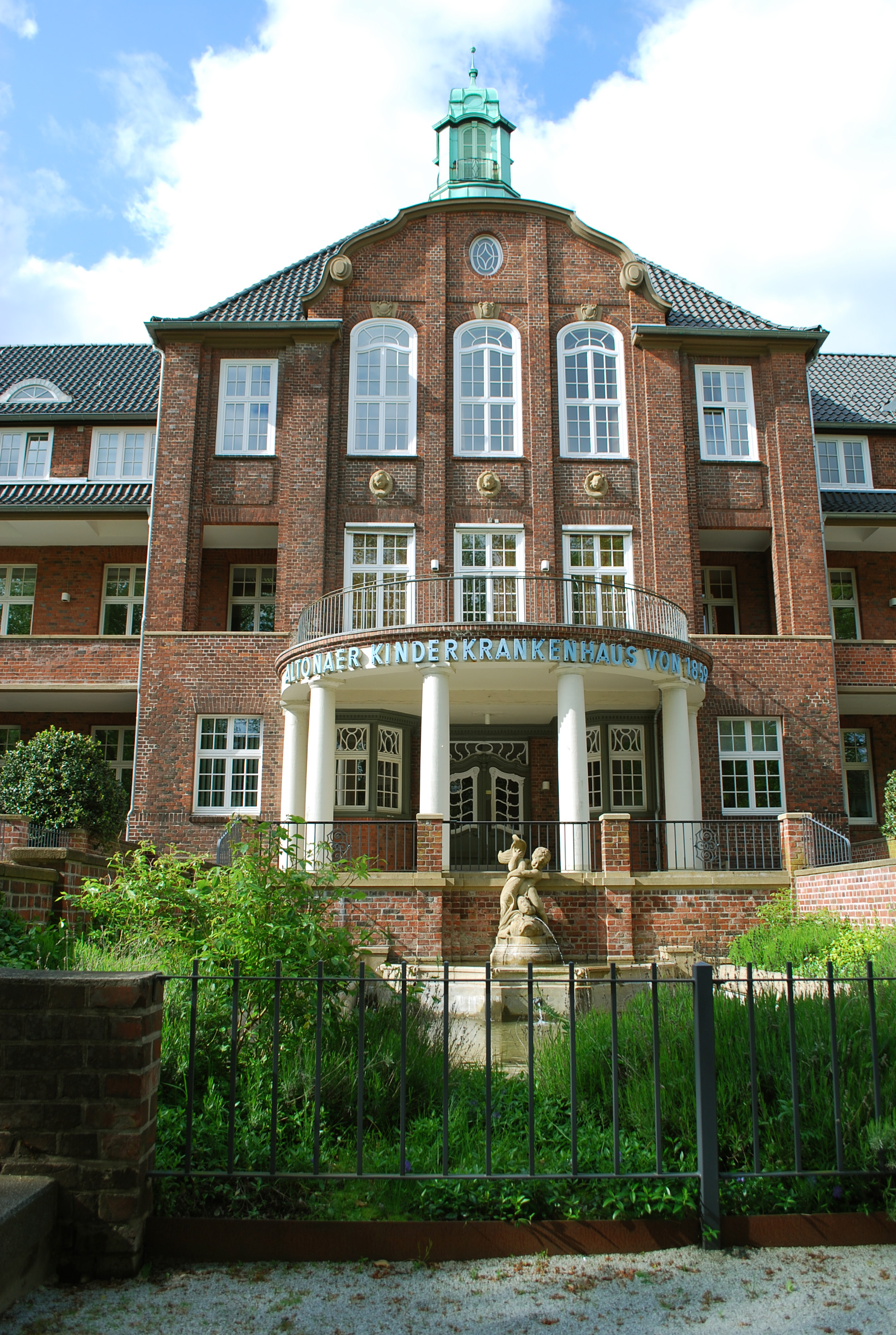
Ehemaliger Haupteingang des Altonaer Kinderkrankenhauses

## Biografie
Grünebergs Lebensweg führte ihn von Westpreußen, Sachsen und Unterfranken in das preußische Altona. In Altona stand Grüneberg mehr als vier Jahrzehnte an der Spitze des dortigen Kinderkrankenhauses.

### Westpreußen

#### Schloppe
Grüneberg entstammte einer jüdischen Kaufmannsfamilie. Er wuchs als jüngstes von fünf Kindern im westpreußischen Schloppe auf. Als Grüneberg fünf Jahre alt war, verstarben seine Eltern.

#### Deutsch-Krone
Nach dem Tod seiner Eltern wurde Grüneberg von seinem in Deutsch-Krone lebenden Onkel aufgenommen, der ein Kleidungsgeschäft besaß. In Deutsch-Krone besuchte Grüneberg die Schule; zeitweilig unterbrochen durch den Beginn einer Lehre im Geschäft seines Onkels. Im Jahr 1880 legte er das Abitur ab.

### Sachsen

#### Freiberg
Nach der Reifeprüfung nahm Grüneberg an der Bergakademie Freiberg ein Bergbaustudium auf. Das Studium in Freiberg beendete er ohne Abschluss.

### Unterfranken

#### Würzburg
An der Julius-Maximilians-Universität Würzburg immatrikulierte sich Grünberg nach der Aufgabe seines Ingenieurstudiums für ein Studium der Medizin. 1885 wurde ihm in Würzburg die Approbation erteilt. Ein Jahr zuvor, 1884, war er promoviert worden.

### Preußen

#### Altona
1886 lebte Grüneberg nachweislich bereits in Altona. Spätestens 1887 war er am Allgemeinen Städtischen Krankenhaus als Assistenzarzt tätig. Diese Tätigkeit hatte er bis 1888 inne. Im Jahr 1888 unternahm er als Schiffsarzt auch eine Südamerikareise. Ende des Jahres 1888 wurde Grüneberg die ärztliche Leitung des Kinderkrankenhauses übertragen. Grüneberg arbeitete zunächst ehrenamtlich. 45 Jahre später, im Dezember 1933, endete Grünebergs Tätigkeit für das Kinderkrankenhaus. Er wurde von den Nationalsozialisten wegen seiner jüdischen Herkunft entlassen. Nach seiner Entlassung versuchte Grüneberg, in seiner Wohnung allgemeinmedizinisch weiterzuarbeiten. Im Jahr 1935 verstarb Bernhard Grüneberg in Altona.

##### Sozialmedizinisches und karitatives Engagement
Grüneberg engagierte sich sozialmedizinisch und karitativ. 1890 begann er, für arme kranke Kinder Freisprechstunden abzuhalten. Die unentgeltliche Behandlung bedürftiger Kinder erfolgte jahrzehntelang. Grüneberg gehörte darüber hinaus dem Verein Kinderschutz und Jugendwohlfahrt Altona an. Der Verein kümmerte sich um misshandelte und verwahrloste Kinder. Im Jahr 1920 betreute dieser mehr als 1400 Kinder. Der Verein erhielt finanzielle Mittel seitens der Stadt Altona. Auch war Grüneberg mindestens zweieinhalb Jahrzehnte im Vorstand des Vereins für Ferienkolonien von 1882 zu Altona. Der Verein ermöglichte armen Kindern aus ungesunden Wohnverhältnissen Aufenthalte in Erholungsheimen. Ungefähr 550 Kinder nahmen jährlich dieses Angebot wahr.

##### Mitgliedschaften
1889 trat Grüneberg dem Ärztlichen Verein zu Altona bei.
Auch war er Mitglied im Central-Verein deutscher Staatsbürger jüdischen Glaubens.

##### Familie
1895 heiratete Grüneberg Clara Traube aus Cassel. Sie entstammte wie er selbst einer jüdischen Kaufmannsfamilie. 1896 wurde Sohn Walter geboren, das erste Kind der Grünebergs. Walter verstarb 1905. Zuvor war Franz geboren worden, der zweite Sohn von Bernhard und Clara Grüneberg. 1906 kam Tochter Käte zur Welt. Franz Grüneberg wurde wie sein Vater Arzt, Käte Grüneberg Medizinisch-technische Assistentin. Franz und Käte Grüneberg emigrierten 1938 in die USA. Clara Grüneberg war zwölf Jahre vor ihrem Ehemann verstorben.

##### Ehrungen
In Altona wurde im Jahr 1950 die Grünebergstraße nach Bernhard Grüneberg benannt.